# Jurij Nikolajevič Bulajevski
Jurij Nikolajevič Bulajevski (rusko Ю́рий Никола́евич Балуе́вский), ruski general, * 9. januar 1947, Truskavec, Lvovska oblast, Sovjetska zveza (danes Ukrajina).
Bulajevski je bil načelnik Generalštaba Oboroženih sil Ruske federacije (od julija 2004 do junija 2008).